# Hideo Okuda
Hideo Okuda (奥田 英朗, Okuda Hideo, né le 23 octobre 1959 à Gifu, préfecture de Gifu) est un écrivain japonais.

## Ouvrages (sélection)

### SérieDr Irabu
- 2002: Dans le bain (イン・ザ・プール, In za pūru)
  - Les Remèdes du docteur Irabu (2013,  (ISBN 978-2919186235)) (2014,  (ISBN 978-2757842669))
- 2004: Kūchū Buranko (空中ブランコ, littéralement : « Trapèze », adapté en anime, Trapèze
  - Un yakuza chez le psy (2014,  (ISBN 978-2919186556))
- 2006: Chōchō Senkyo (町長選挙, littéralement : « élection du maire »)

### Romans
- 1997: Uranbāna no Mori (ウランバーナの森)
- 1999: Saiaku (最悪)
- 2001: Jama (邪魔)
- 2003: Mayonaka no March (真夜中のマーチ, Mayonaka no māchi)
- 2005: Southbound (サウスバウンド, Sausubaundo)
- 2005: Lala Pipo (ララピポ, Rarapipo)
  - Lala Pipo (2016,  (ISBN 978-2374980072))
- 2008: Olympic no Minoshirokin (オリンピックの身代金), La Rrançon Des Jeux Olympiques[1]
- 2009: Muri (無理)
- 2011: Junpei, Kangae Naose (純平、考え直せ)
  - Trois jours dans la vie d'un yakuza (2021)
- 2013: Chinmoku no Machi de (沈黙の町で)
- 2014: Naomi to Kanako (ナオミとカナコ)

### Recueils de nouvelles
- 2001: Tōkyō Monogatari (東京物語)
- 2002: Madonna (マドンナ)
- 2006: Gāru (ガール)
- 2007: Ie-Biyori (家日和)
- 2011: Wagaya no Mondai (我が家の問題)
- 2012: Uwasa no Onna (噂の女)

## Prix et distinctions
- 2001 Nomination au 125e prix Naoki pour Jama
- 2001 4e Prix Haruhiko Ōyabu pour Jama
- 2002 Nomination au 127e prix Naoki pour Les Remèdes du docteur Irabu
- 2002 Nomination au 128e prix Naoki pour Madonna
- 2004 131e prix Naoki pour Un yakuza chez le psy [2]
- 2006 2e place du Grand prix des libraires pour Southbound
- 2007 20e prix Renzaburō Shibata pour Ie-Biyori
- 2009 43e prix Eiji Yoshikawa pour La Rrançon Des Jeux Olympiques

## Source de la traduction
- (de) Cet article est partiellement ou en totalité issu de l’article de Wikipédia en allemand intitulé « Hideo Okuda » (voir la liste des auteurs).